# کلودیو موسکا
کلودیو موسکا (انگلیسی: Claudio Mosca؛ زادهٔ ۲ آوریل ۱۹۹۱) بازیکن فوتبال اهل آرژانتین است.
از باشگاه‌هایی که در آن بازی کرده‌است می‌توان به باشگاه فوتبال آرسنال ساراندی اشاره کرد.
وی همچنین در تیم ملی فوتبال زیر ۲۰ سال آرژانتین بازی کرده‌است.